# 利尼奥勒
利尼奥勒（法語：Lignol，法語發音：[liɲɔl]）是法国莫尔比昂省的一个市镇，属于蓬蒂维区。

## 地理
利尼奥勒（48°2'15"N, 3°16'16"W）面积38.43 平方千米，位于法国布列塔尼大區莫尔比昂省，该省份为法国西北部沿海省份，位于布列塔尼半岛南部，北起阿摩尔滨海省、西接菲尼斯泰尔省，南濒大西洋，东南接大西洋卢瓦尔省，东临伊勒-维莱讷省。
与利尼奥勒接壤的市镇（或旧市镇、城区）包括：普洛埃迪特、洛克马洛、佩尔斯肯、安吉涅勒、凯纳斯克莱登、圣卡拉代克特雷戈梅。
利尼奥勒的时区为UTC+01:00、UTC+02:00（夏令时）。

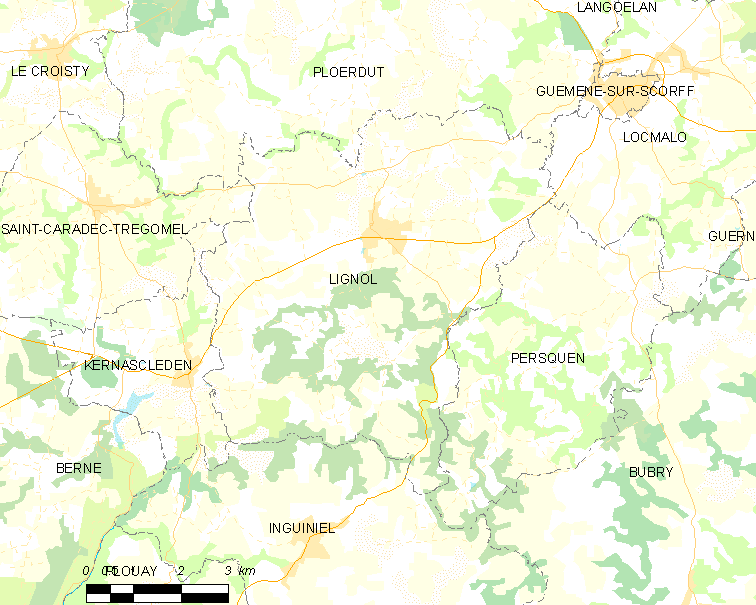
利尼奥勒的OSM定位图

## 行政
利尼奥勒的邮政编码为56160，INSEE市镇编码为56110。

## 政治
利尼奥勒所属的省级选区为古兰县。

## 人口

1962-2008年间利尼奥勒人口变化图示

利尼奥勒于2022年1月1日时的人口数量为855人。